# Daniel Imbert
Daniel Imbert (islas Mauricio; 17 de diciembre de 1952 - Quatre Bornes, islas Mauricio; 15 de marzo de 2016) fue un futbolista de islas Mauricio que jugaba en la posición de delantero.

## Carrera

### Club
Jugó toda su carrera en el Racing Club de Quatre Bones de Islas Mauricio de 1974 a 1983.

### Selección nacional
Jugó para Mauricio de 1972 a 1983 donde jugó 53 partidos y anotó 17 goles, con lo que actualmente es el goleador histórico de la selección nacional. Además es también el único jugador de Mauricio en anotar en la Copa Africana de Naciones, anotando los dos goles de la selección en la edición de 1974.

### Tras el Retiro
Al retirarse trabajó en el Mauritius Commercial Bank. Murió de un ataque cardiaco el 15 de marzo de 2016 a los 63 años en el hospital de Quatre Bornes.

## Estadísticas

### Goles internacionales
| No  | Fecha      | Sede                                       | Rival   | Gol | Resultado | Torneo                                                  |
| --- | ---------- | ------------------------------------------ | ------- | --- | --------- | ------------------------------------------------------- |
| 1.  | 21-5-1972  | Stade George V, Curepipe, Mauricio         | Uganda  | 1–2 | 1–2       | Amistoso                                                |
| 2.  | 25-5-1972  | Stade George V, Curepipe, Mauricio         | Uganda  | 1–2 | 1–2       | Amistoso                                                |
| 3.  | 10-12-1972 | Stade George V, Curepipe, Mauricio         | Kenia   | 1–0 | 1–3       | 1974 FIFA World Cup qualification                       |
| 4.  | 17-12-1972 | Nairobi City Stadium, Nairobi, Kenia       | Kenia   | 2–2 | 2–2       | 1974 FIFA World Cup qualification                       |
| 5.  | 13-1-1974  | Stade George V, Curepipe, Mauricio         | Malaui  | 4–1 | 4–1       | Amistoso                                                |
| 6.  | 20-1-1974  | Stade George V, Curepipe, Mauricio         | Malaui  | 4–1 | 4–1       | Amistoso                                                |
| 7.  | 20-1-1974  | Stade George V, Curepipe, Mauricio         | Malaui  | 4–1 | 4–1       | Amistoso                                                |
| 8.  | 5-3-1974   | Ala'ab Damanhour Stadium, Damanhur, Egipto | Guinea  | 1–2 | 1–2       | Copa Africana de Naciones 1974                          |
| 9.  | 7-3-1974   | Ala'ab Damanhour Stadium, Damanhur, Egipto | Zaire   | 1–3 | 1–4       | Copa Africana de Naciones 1974                          |
| 10. | 1-7-1976   | Stade Linité, Victoria, Seychelles         | Kenia   | 3–4 | 3–4       | Amistoso                                                |
| 11. | 2-7-1976   | Stade Linité, Victoria, Seychelles         | Reunión | 2–0 | 2–0       | Amistoso                                                |
| 12. | 31-10-1976 | Stade George V, Curepipe, Mauricio         | Malaui  | 3–2 | 3–2       | Clasificación para la Copa Africana de Naciones de 1978 |
| 13. | 24-1-1978  | Stade George V, Curepipe, Mauricio         | Malaui  | 1–2 | 1–2       | Clasificación para los Juegos Panafricanos de 1979      |
| 14. | 24-9-1978  | Stade Jean-Ivoula, Saint-Denis, Reunión    | Reunión | 2–0 | 2–0       | Juegos del océano Índico 1978                           |
| 15. | 24-9-1978  | Stade Jean-Ivoula, Saint-Denis, Reunión    | Reunión | 3–2 | 2–0       | Juegos del océano Índico 1978                           |
| 16. | 5-9-1982   | Stade Jean-Ivoula, Saint-Denis, Reunión    | Reunión | 1–1 | 1–1       | Juegos del océano Índico 1982                           |
| 17. | 24-4-1983  | Stade George V, Curepipe, Mauritius        | Etiopía | 1–0 | 1–0       | Clasificación para la Copa Africana de Naciones de 1984 |

- Fuente:[1]